# Hammarbärfis
Hammarbärfis (Podops inunctus) är en insektsart som först beskrevs av Fabricius 1775.  Den ingår i familjen bärfisar. Det är den enda arten i släktet Podops

## Kännetecken
Hammarbärfisen har en längd på mellan 5.5 och 6.5 millimeter. Den är mycket karaktäristisk med hammarliknande utskott på halssköldens framhörn. Skutellen går nästan ända fram till bakkroppens spets.

## Levnadssätt
Hammarbärfisen är ett marklevande djur som lever på friska till fuktiga gräsmarker, gärna vid sjöstränder eller liknande. Den är troligen polyfag på olika gräs och örter. Det fullvuxna djuret söker sig på hösten till torrare gräsmarker där den övervintrar. De parar sig på våren i maj eller juni. Den nya generationen är fullvuxen i augusti.

## Utbredning
Arten förekommer i Sverige i Skåne och på Öland och Gotland. Den är inte vanlig, dock inte rödlistad. 